# Ґустав Фішер (вершник)
Ґустав Фішер (8 листопада 1915 — 22 листопада 1990) — швейцарський вершник.
Срібний призер Олімпійських Ігор 1952 (командна виїздка), 1960 (індивідуальна виїздка), 1964 (командна виїздка) років, бронзовий призер 1956 (командна виїздка), 1968 (командна виїздка) років.
Срібний призер Чемпіонату світу з виїздки 1966 року в командній виїздці.
Срібний призер Чемпіонату Європи з виїздки 1965 року в командній виїздці.